# Stephan von Jovanović

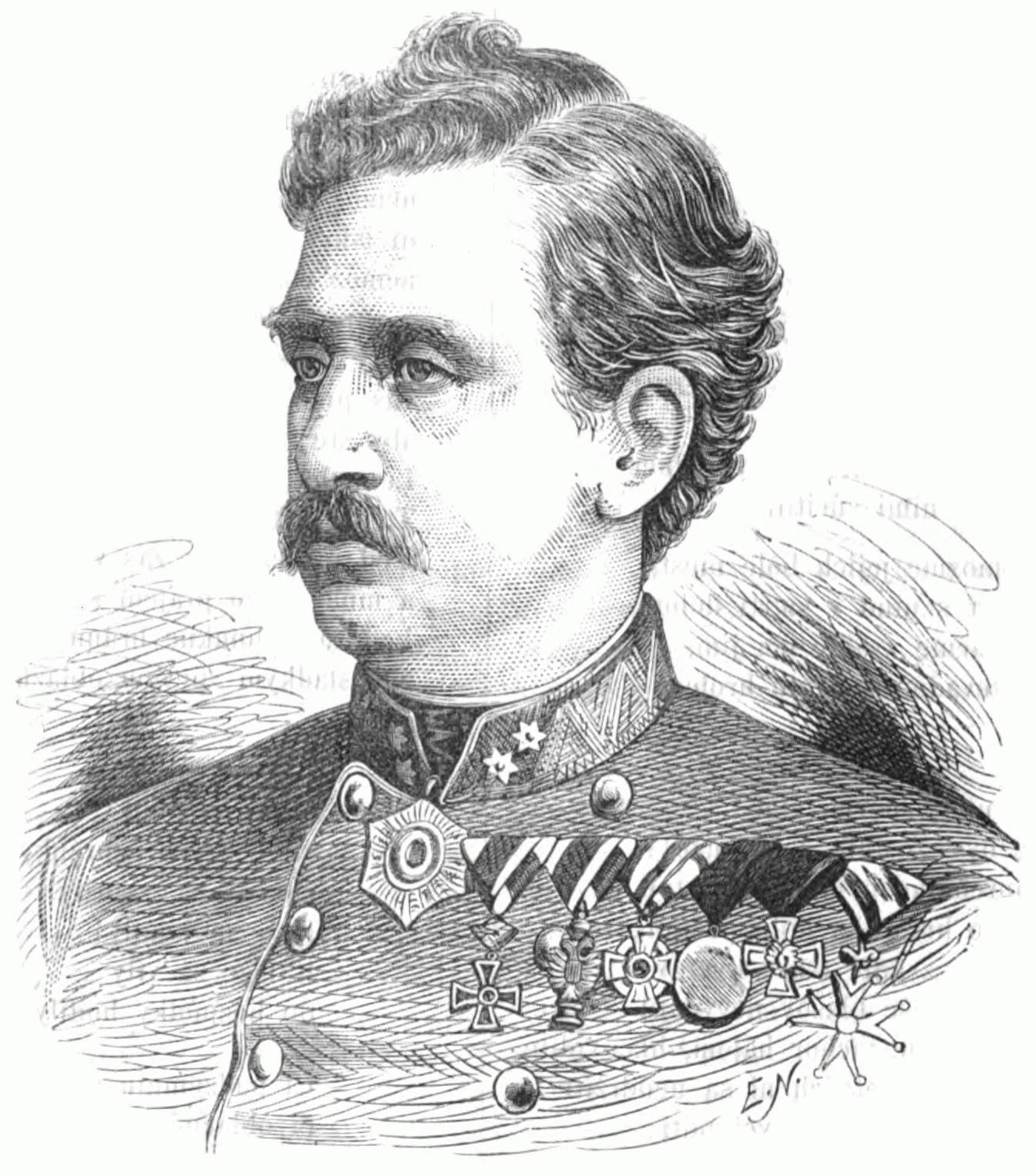
Stephan Jovanović (1878)

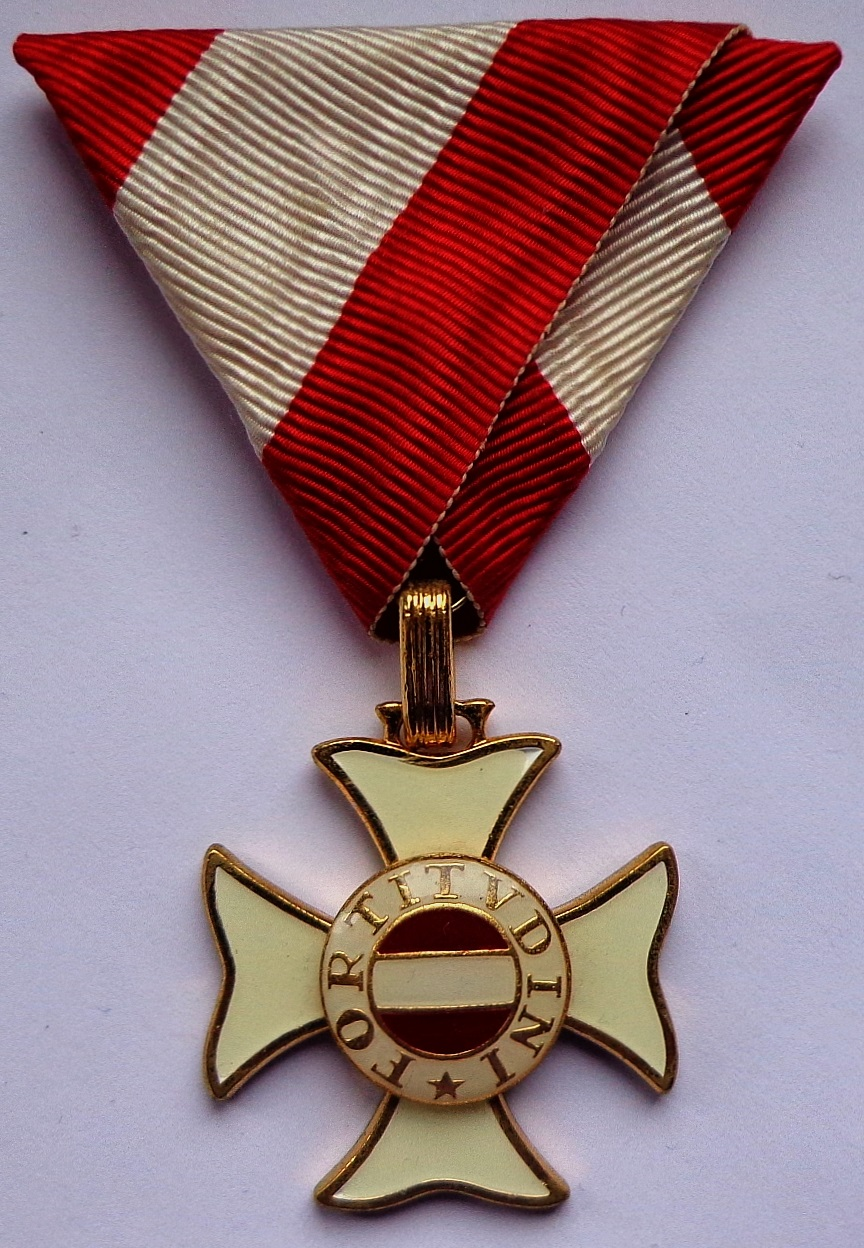
Ritterkreuz des Militär-Maria-Theresien-Ordens

Štefan Jovanovič, ab 1875: Stephan Freiherr von Jovanović (kroatisch Stjepan barun Jovanović), (* 5. Jänner 1828 in Pazarište (nahe Gospić), Kroatien-Slawonien; † 8. Dezember 1885 in Zadar /ital. Zara/) war ein kroatischer Feldmarschallleutnant der k.u.k. Armee.

## Leben
Jovanović trat 1845 in die Kaiserlich-Königliche Armee (1806–1867) ein und kämpfte 1848–49 unter Radetzky in Italien. 1850 wurde er in den Generalstab versetzt und später Adjutant des im Süden Dalmatiens agierenden Generals Gabriel Freiherr von Rodich.
Zwischen 1861 und 1865 befand sich Jovanović als Generalkonsul Österreichs in Sarajevo. Als ausgezeichneter Kenner Bosniens, Montenegros, der Herzegowina und der Krivošije kehrte er 1865 als Oberst in den Militärdienst zurück. 1866 konnte er sich im Krieg gegen Italien auszeichnen.
Als der Aufstand in Dalmatien ausbrach, erhielt Jovanović 1869 in Kotor (Cattaro) den Befehl über eine Gebirgsbrigade und blieb dort, nachdem die Aufständischen durch Verhandlungen zur Einstellung der Feindseligkeiten veranlasst worden waren.
1875 wurde er in den Freiherrenstand erhoben und 1876 zum Feldmarschallleutnant ernannt. 1877 übernahm er in Split (Spalato) den Oberbefehl über die 18. Truppendivision. Im Jahr darauf führte er die Besetzung der Herzegowina aus und unterwarf das gesamte Land binnen weniger Tage und fast ohne Verluste. Er wurde dort dann auch als Oberbefehlshaber und Leiter der Verwaltung eingesetzt. 1882 hatte er den Aufstand in der Krivošije zu unterdrücken und wurde anschließend Statthalter in Dalmatien und Militärkommandant in Zadar.
Für seine Leistungen erhielt er in der 170. Promotion am 2. Mai 1879 das Ritterkreuz des Maria Theresien-Ordens.
Stephan Freiherr von Jovanović starb am 8. Dezember 1885 in Zadar.